# Мезиновка
«Мези́новка» (бел. Мязíнаўка) — остановочный пункт в Дзержинском районе Минской области.
Железнодорожная платформа находится между остановочным пунктом Асино и станцией Колосово, в пятистах метрах от маршрута E 30, в километре от деревни Старая Мазеновка.